# مسیه ۵
مسیه ۵(به انگلیسی: Messier 5) یا ان‌جی‌سی ۵۹۰۴ یک خوشه ستاره‌ای کروی در صورت فلکی مار است که فاصله آن از زمین بیست و سه هزار سال نوری و قدر ظاهری آن ۷.۰ است.